# Вюрцбург
Вю́рцбург (нем. Würzburg [ˈvʏɐ̯tsbʊɐ̯k], майнфранк. Wörtzburch, бав. Wiazburg) — город на северо-западе германской федеральной земли Бавария, расположенный на реке Майн. Один из исторических центров Франконии, столица местного виноделия. Северная точка «романтической дороги Германии». Имеет статус «свободного города», является центром административного округа Нижняя Франкония, земельного района Вюрцбург и римско-католической епархии. В 2014 году здесь проживало 124 873 жителей (5-е место в Баварии).

## История
Во время археологических раскопок на месте города были обнаружены следы кельтских строений, возраст которых оценивается в 3000 лет. Название города также предположительно имеет кельтское происхождение и, вопреки народной этимологии, никак не связано со старонемецким würze («трава»). Тем не менее в средневековых источниках на латыни город фигурировал под названием Herbipolis («город травы»). 

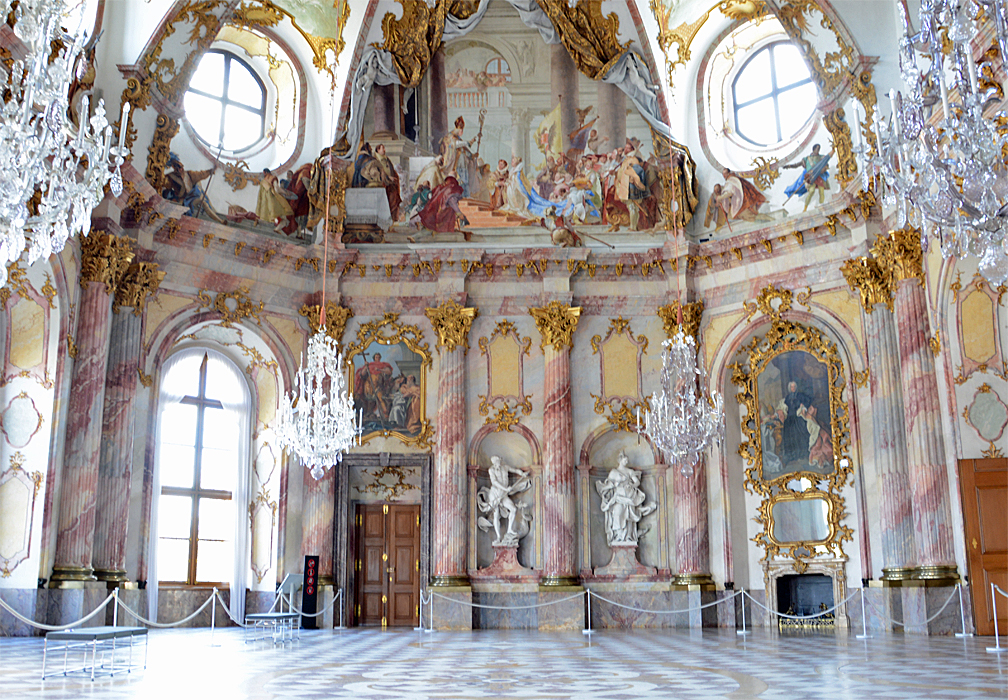
Фреска Тьеполо в резиденции изображает объявление вюрцбургского епископа герцогом Франконии

Предположительно с V века до н. э. здесь находилась столица племенного княжества (сначала кельтского, затем германского). Первое документальное известие о Вюрцбурге относится к 704 году, когда правивший здесь герцог Хеден II подписал в крепости Виртебурх (castellum Virteburch) дарственную хартию в пользу монаха Виллиброрда. Крестителем Франконии считается святой Килиан, убитый язычниками по наущению матери Хедена на том месте, где позднее выстроили городской собор.
В 741 или 743 г. святой Бонифаций поставил вюрцбургским епископом англосакса Буркхарда. Так началась история окняженного епископства, правившего городом до великой медиатизации начала XIX века. В 788 г. в присутствии Карла Великого на месте гибели Килиана был освящён первый Вюрцбургский собор (заменён существующим романским зданием в 1040—1225 гг.).
В средневековом Вюрцбурге (тогда он именовался Вирцеберк) неоднократно собирался рейхстаг империи. Особенно известен рейхстаг 1180 года, на котором было решено лишить наследственных владений и изгнать из Священной Римской империи главу рода Вельфов — баварского герцога Генриха Льва. В 1156 г. император Фридрих Барбаросса, особенно благоволивший к городу, избрал его местом своей свадебной церемонии, а через 12 лет даровал местному епископу и его преемникам титул герцога Франконии (что позволило им претендовать на главенство в этой области).
Первый рыцарский турнир на немецких землях состоялся в Вюрцбурге в 1127 году. Годы 1147 и 1298 ознаменовались гонениями на евреев. С середины XIII века до поражения при Бергтхайме (нем.) в 1400 году горожане вели борьбу против главенства епископов. Германский король Венцель, посетивший Вюрцбург в 1397 году, обещал жителям статус вольного имперского города, однако натолкнулся на ожесточённое сопротивление церковников.

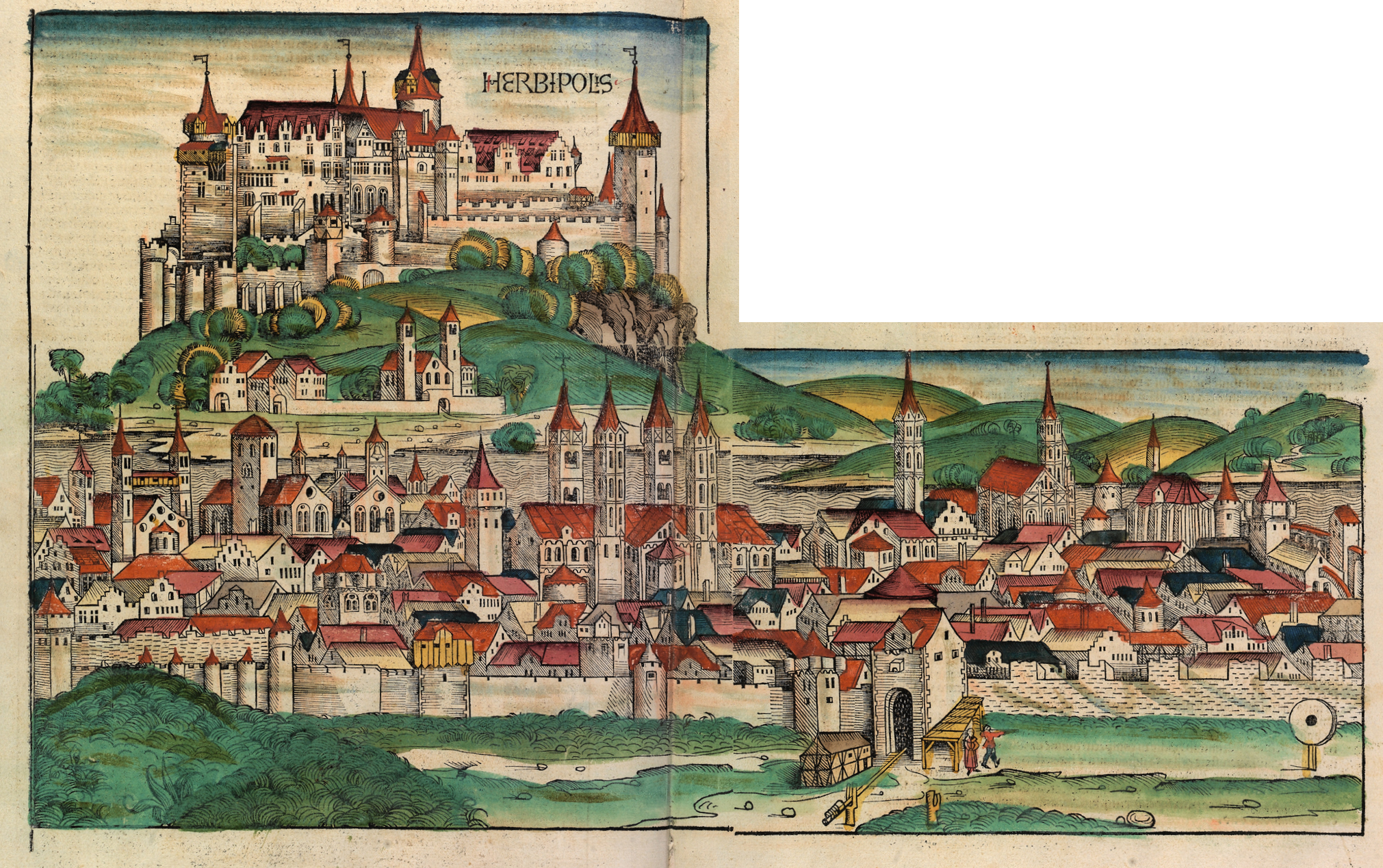
Вюрцбург в конце XV в. Ксилография из «Нюрнбергской хроники» (1493)

Вюрцбургский университет открылся в 1402 году, однако четверть века спустя был закрыт из-за убийства ректора. В 1525 году Вюрцбург был на короткое время занят возмутившимися крестьянами под начальством Берлихингена.
В долгой истории вюрцбургских вин особенно примечателен аномально жаркий 1540 год, когда лозы дважды дали обильный урожай. Одна непочатая бутылка штайнского вина 1540 года ещё хранится в Вюрцбурге, тогда как другая была откупорена и распита в 1961 году (через 421 год после сбора урожая) международной группой экспертов.
В конце XVI века епископ Юлиус превратил Вюрцбург в бастион Контрреформации и восстановил университет, передав его в руки иезуитов. С 1626 по 1630 гг. в городе была развернута охота на ведьм, жертвами которой стали приблизительно 900 женщин. В 1631 г. Вюрцбург был осаждён шведским королём Густавом Адольфом, который на три года передал епископства Вюрцбург и Бамберг герцогу саксен-веймарскому.
Наивысшего блеска вюрцбургский двор достиг в XVIII веке при епископах из рода Шёнборнов. Один из них решил покинуть старинные постройки на холме Девы Марии и поручил архитектору Б. Нейману возведение новой барочной резиденции на противоположной стороне Майна. Строительные работы растянулись на четверть века и украсили Вюрцбург одним из самых пышных и знаменитых дворцов Центральной Европы. Одновременно Нейман перестроил средневековый центр города по собственному регулярному плану.

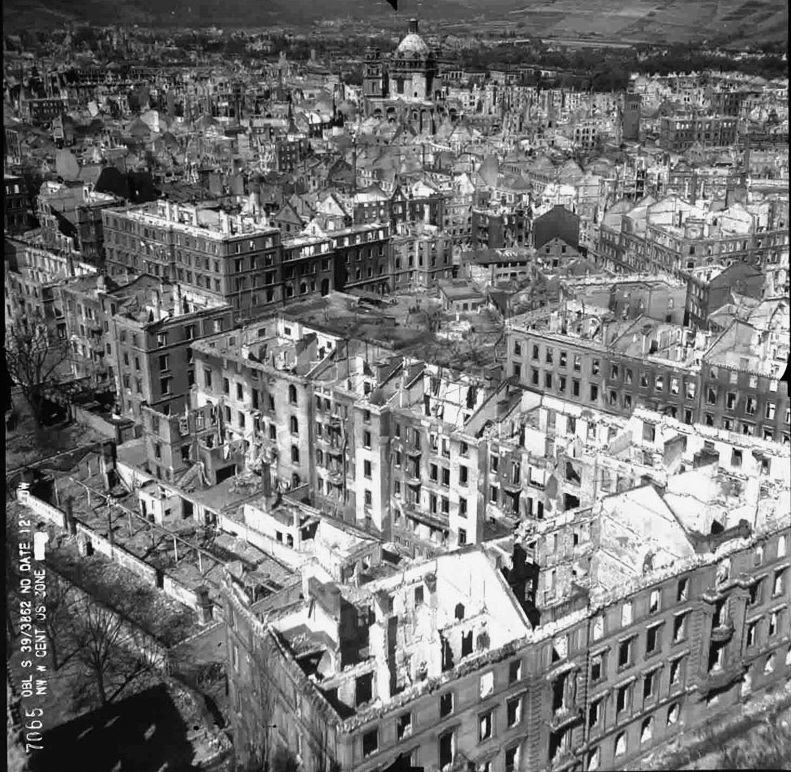
Вюрцбург в ноябре 1945 года

При секуляризации Вюрцбургского епископства в 1806 году его территория составляла 4900 км²., на которых проживало четверть миллиона немцев. С подачи Наполеона на этих землях было создано великое герцогство во главе с Фердинандом Габсбургом. Уже в 1815 г. Венский конгресс решил присоединить это государство к землям баварской короны. В 1817 г. Вюрцбург был объявлен административным центром баварской провинции Нижняя Франкония.
Баварские власти видели Вюрцбург в качестве научного и образовательного центра королевства. Король Максимилиан вырвал университет из рук церковников и превратил Вюрцбург в основной университетский город своего государства. В 1895 г. сотрудник университета по фамилии Рентген открыл названные его именем лучи. В следующем году профессор Кюльпе основал при университете психологическую лабораторию, которая сделала Вюрцбург одним из центров психологии того времени.
На Вюрцбургских конференциях 1859 и 1864 годов представители средних и малых германских государств пытались выработать стратегию противодействия Пруссии. Во время Германской войны 1866 года прусская армия подвергла бомбардировке крепость Мариенберг и заняла город. Почти все городские укрепления (за исключением Мариенберга) в 1870-е гг. были срыты за ненадобностью. В 1874 г. специальная «ассоциация по украшению города» во главе с Юлиусом Саксом начала скупать участки в городе и за его пределами с тем, чтобы засадить их деревьями и обеспечить горожан местами отдыха на лоне природы. В 1878 г. к востоку от резиденции правителей был разбит Рингпарк. В 1892 г. введена в эксплуатацию первая линия вюрцбургского трамвая.
На исходе Второй мировой войны (16 марта 1945 года) старый город был практически полностью разрушен (на 89 %) в результате налёта британской авиации, несмотря на отсутствие в городе значимых оборонных объектов или промышленности. Помимо неоценимых художественных потерь, во время 17-минутного налёта погибло не менее 5000 горожан. В сравнительном отношении Вюрцбург пострадал даже больше Дрездена.
Усилиями правительства ФРГ старый город был в значительной степени восстановлен по сохранившимся чертежам и фотографиям.

## Достопримечательности

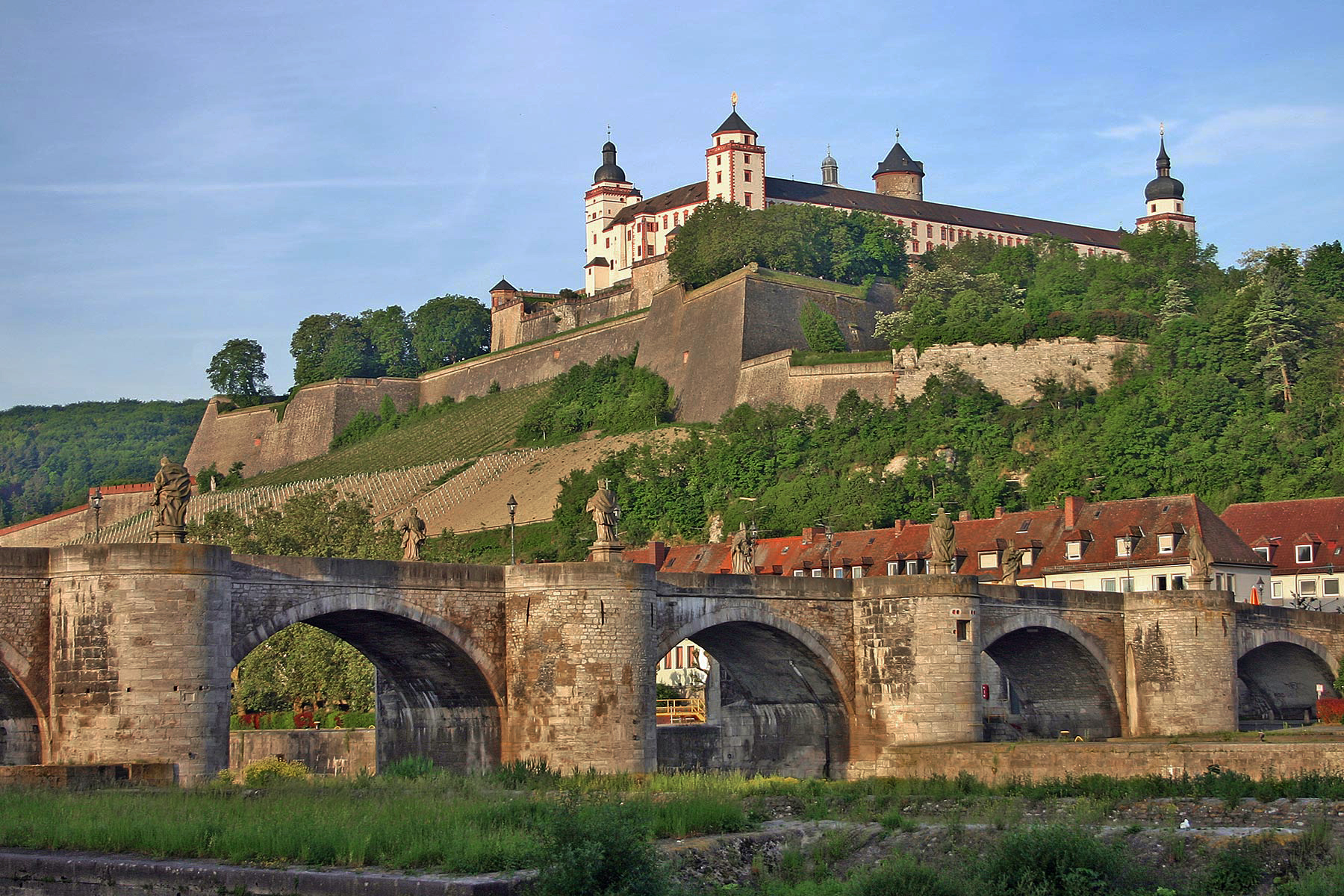
Старый мост и замок Мариенберг

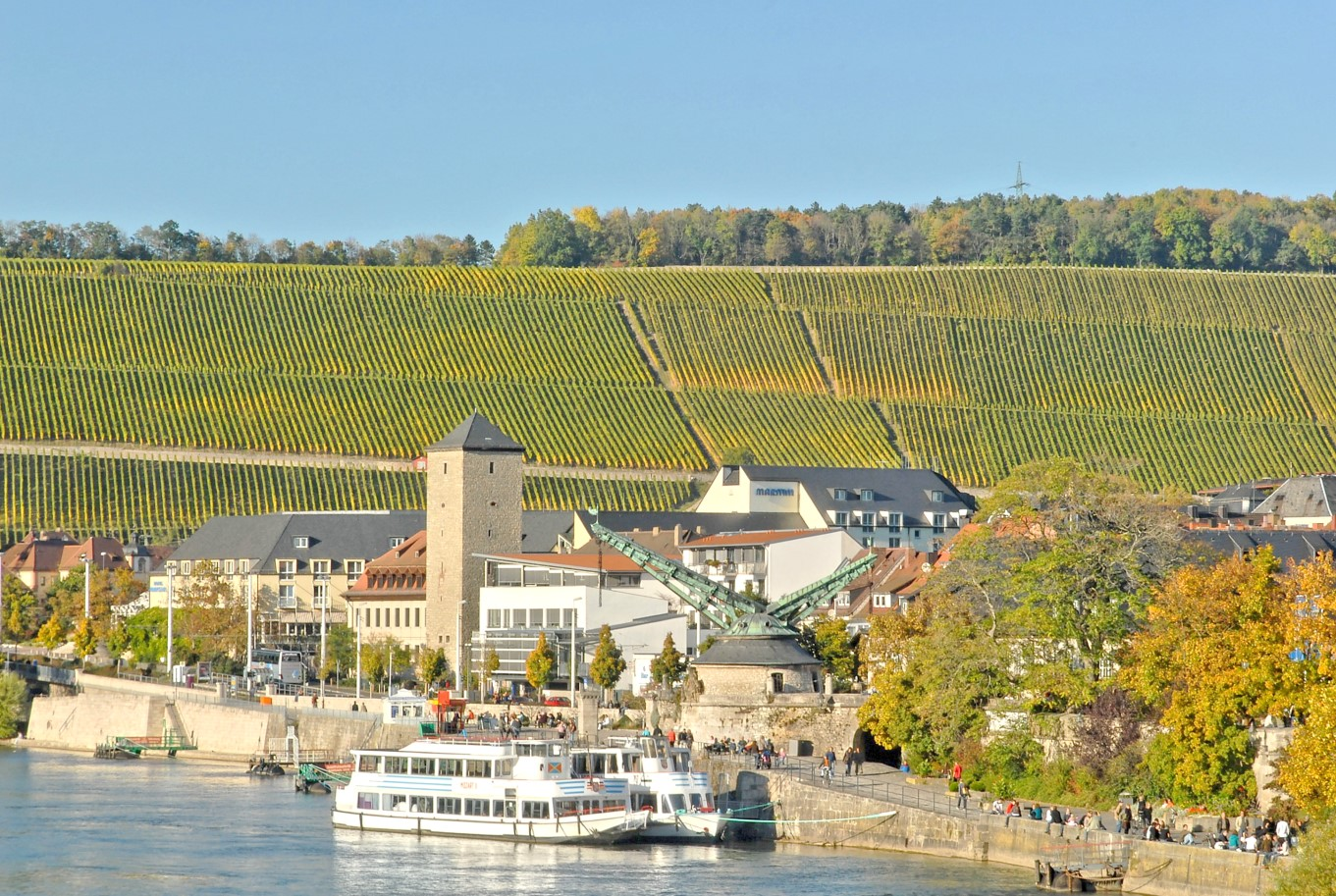
Старый кран и виноградник Штайн

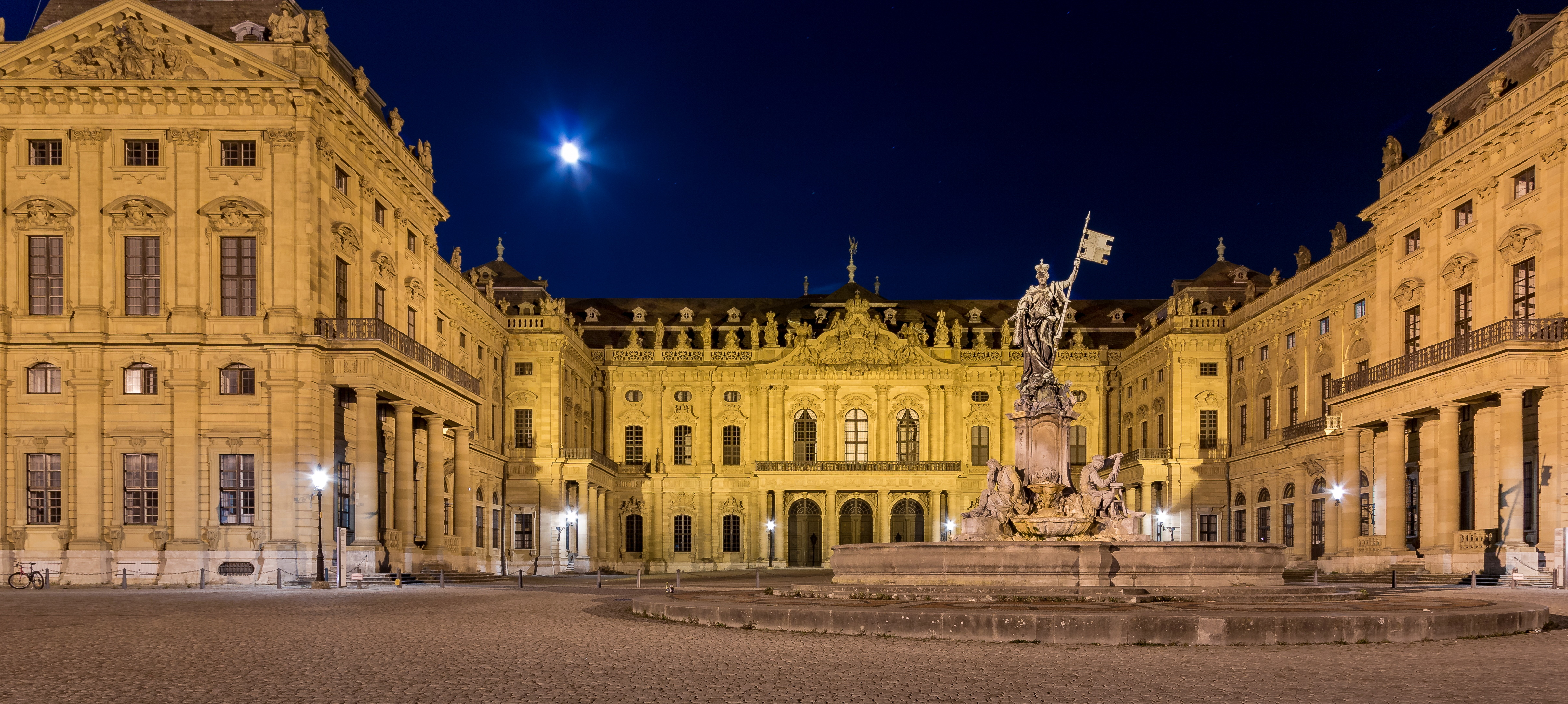
Фонтан «Франкония» перед входом в епископскую резиденцию

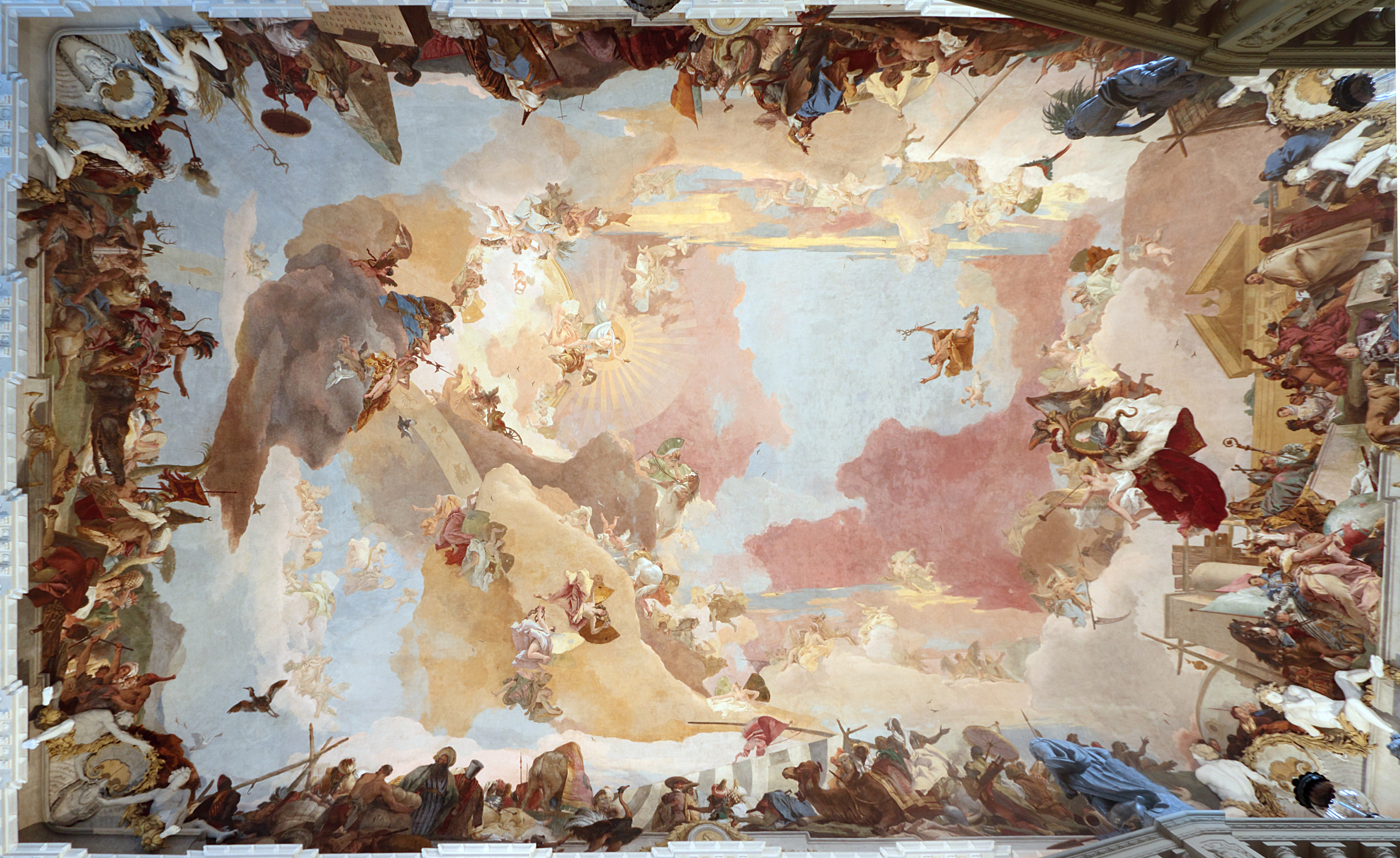
Плафон кисти Тьеполо

Город расположен на обоих берегах реки Майн, в окружении холмистых виноградников. Над высоким западным берегом Майна господствует крепость Мариенберг, от которой, перейдя Старый мост через Майн (нем. Alte Mainbrücke), можно попасть в центр старого города.
Со Старого моста хорошо виден винный холм Штайн, раскинувшийся непосредственно к северу от города. Это один из старейших виноградников Германии, о возделывании которого известно с VIII века. С середины XVIII века штайнское вино разливается в тёмно-зелёные плоские бутылки, напоминающие бурдюк.
В Вюрцбурге регулярно проводится несколько музыкальных фестивалей. Старейший из них — Моцартовский — впервые прошёл в 1921 году. При Майнско-Франконском театре (основан в 1804 году) имеются филармонический оркестр и оперная труппа.

### Памятники архитектуры
- Епископская резиденция (1719-53) с величественным 167-метровым фасадом, обширной площадью и садово-парковым обрамлением. Сохранилось оригинальное убранство Белого и Императорского залов, парадной лестницы с грандиозной фреской плафона венецианца Дж. Б. Тьеполо (1750—1753, одно из выдающихся произведений живописи рококо, в аллегорической форме изображает «Четыре части света»). Интерьеры дворцовой церкви, Зеркального кабинета и других помещений были воссозданы после разрушений 1945 года. Это первое светское здание Германии, удостоенное ЮНЕСКО статуса Всемирного наследия (в 1981 году).
- Крепость Мариенберг (XI—XVI вв.) c круглой романской капеллой[англ.] XI века (старейшее здание города) и ренессансными покоями епископов.
- Романский собор Святого Килиана (XI—XIII вв.) с интерьером в стиле барокко погиб в 1945 году. Воссоздан в 1960-е гг. в более архаичном стиле, чем до разрушения. В интерьере — бесценные резные портреты вюрцбургских епископов работы городского мастера Рименшнейдера (похороненного здесь же). В 1721-36 гг. Б. Нёйман пристроил к собору погребальную капеллу Шёнборнов[нем.] с фасадом, украшенном скелетами и черепами.
- Слева от собора — романская церковь Ноймюнстер[нем.] (XI—XIII вв.) с вогнутым барочным фасадом (1711-16) и барочными же интерьерами братьев Циммерманов. Как и собор, эта церковь была воссоздана из руин в 1952 г. В интерьере убранство XVIII века оригинально сочетается с произведениями современных художников.
- Старый мост через Майн (1473—1543) с многочисленными барочными статуями святых (1730-е гг.). У первого дома со стороны города обычно можно видеть туристов с бокалами местного белого вина, которое тут же и разливают[7].
- Комплекс зданий ратуши[нем.] построен на рубеже XIX и XX вв. вокруг средневековой башни Графенекарт (XIV—XV вв.) и маньеристского особняка городского совета (1659).
- Рыночная площадь с церковью Девы Марии[англ.] (Marienkapelle, 1377—1479), которая была перестроена в стиле барокко, затем отреставрирована в русле неоготики XIX века, и бывшим зданием гостиницы «У сокола[нем.]» (фасад в стиле рококо, 1735-51).
- Полдюжины костёлов в стиле барокко, включая внушительного размера коллегиальную церковь свв. Иоанна Крестителя и Иоанна Евангелиста в квартале Хауг (1670-91, архитектор А. Петрини) и церковь св. Михаила (1765-98, архитектор И. Ф. Гайгель).
- Крупные общественные здания эпохи Возрождения — университет с закрытым двором и церковью (1582-92) и больница Юлиуса[англ.] (1576-85).
- Два фонтана с женскими фигурами, олицетворяющими Франконию: 1766 года постройки перед ратушей и 1894 года постройки перед главным входом в епископскую резиденцию.
- Паломническая капелла[англ.] на холме Николаусберг (1748—1752) с пышным раззолоченным интерьером работы Б. Неймана. Находится в ведении монахов-капуцинов.
- Кордегардия при воротах города, выстроенная в 1814-24 гг. по проекту П. Спета, в 1998 г. была переоборудована в православный храм Благовещения.
- Старый портовый кран[нем.] (1767-73) на берегу Майна — одно из немногих сохранившихся сооружений подобного назначения и популярное место встреч вюрцбургцев (особенно в летние месяцы).
- В пригороде Вюрцбурга под названием Файтсхёххайм — летняя епископская резиденция[нем.] (1680-82, расширена в 1753 г. по проекту Б. Нёймана).

### Музеи
- Историко-культурный музей Майна и Франконии[нем.] в крепости Мариенберг прослеживает историю и искусство Франконии с древнейших времён. Здешнее собрание работ Тильмана Рименшнейдера — крупнейшее в мире. Филиал музея в здании Фюрстенбау посвящён истории собственно Вюрцбурга.
- Университетский музей[англ.], носящий имя Мартина фон Вагнера, располагает интересным собранием античного искусства. Занимает южное крыло епископской резиденции.
- Музей Рентгена[англ.] занимает фойе и два лабораторных помещения бывшего Института физики.

## Образование

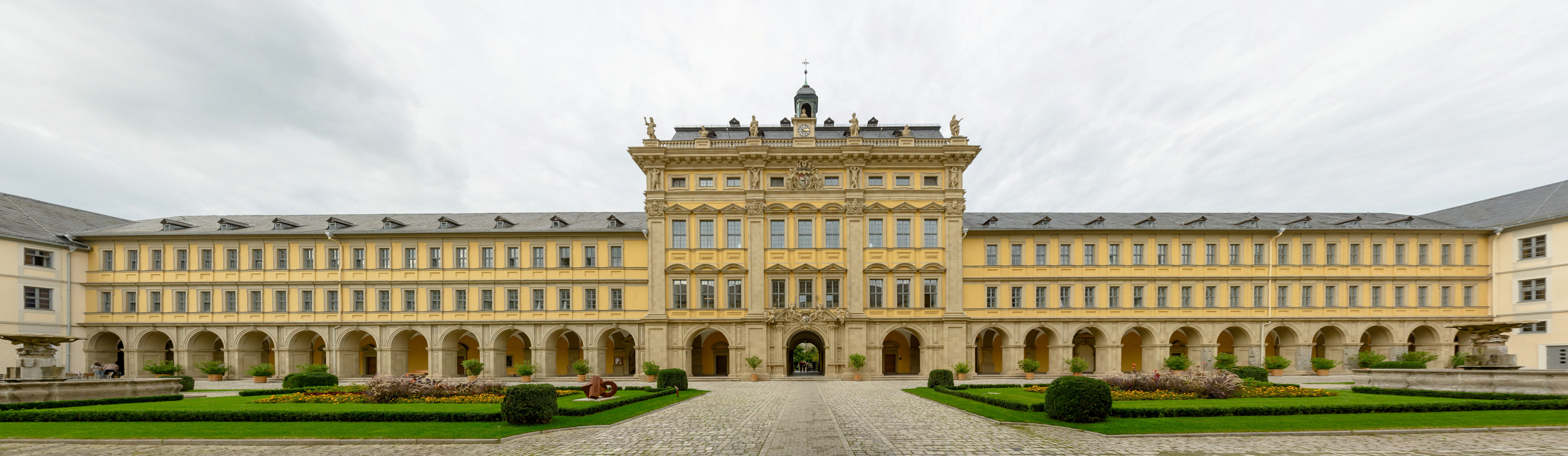
Больница Юлиуса (XVI—XVII вв.)

- Университет Юлиуса-Максимилиана непрерывно существует с 1582 года, что позволяет причислить Вюрцбург к числу классических университетских городов Германии. При медицинском факультете университета возникла больница Юлиуса, считавшаяся в Германии XVI века одной из образцовых. Также известностью пользуются университетские обсерватория и библиотека.
- Университет прикладных наук Вюрцбург-Швайнфурт[нем.] (бывший Вюрцбургский политехнический институт)
- Высшая школа музыки (основана в 1797 году)
- Вюрцбургская семинария (основана в 1567 году)
- Школа виноделия и садоводства (1902) в Файтсхёххайме

## Транспорт
- В Вюрцбурге действуют 5 трамвайных маршрутов.
- С 1973 по 1991 гг. была построена высокоскоростная магистраль до Ганновера — первая в Германии.
- Из Вюрцбургского речного порта можно добраться по воде как до Северного, так и до Чёрного морей[4].

## Население

### Демография
По оценке на 31 декабря 2015 года население межрайонного города (городской общины) Вюрцбург составляет 124 873 чел. 

| Дата      | 1840  | 1871  | 1900  | 1925  | 1939   | 1950  | 1961   | 1970   | 1987   | 2011   |
| --------- | ----- | ----- | ----- | ----- | ------ | ----- | ------ | ------ | ------ | ------ |
| Население | 32762 | 46702 | 83276 | 99498 | 112997 | 86564 | 126093 | 128547 | 123378 | 124297 |

| Год       | 1960   | 1970   | 1980   | 1990   | 2000   | 2009   | 2010   | 2011   | 2012   | 2013   | 2014   | 2015   |
| --------- | ------ | ------ | ------ | ------ | ------ | ------ | ------ | ------ | ------ | ------ | ------ | ------ |
| Население | 124598 | 128197 | 128620 | 127777 | 127966 | 133195 | 133799 | 124449 | 124577 | 124698 | 124219 | 124873 |

### Административное деление
В административном отношении Вюрцбург подразделяется на 13 городских районов (территория, га на 31.12.2011 и население, чел. по оценке на 31.12.2016):

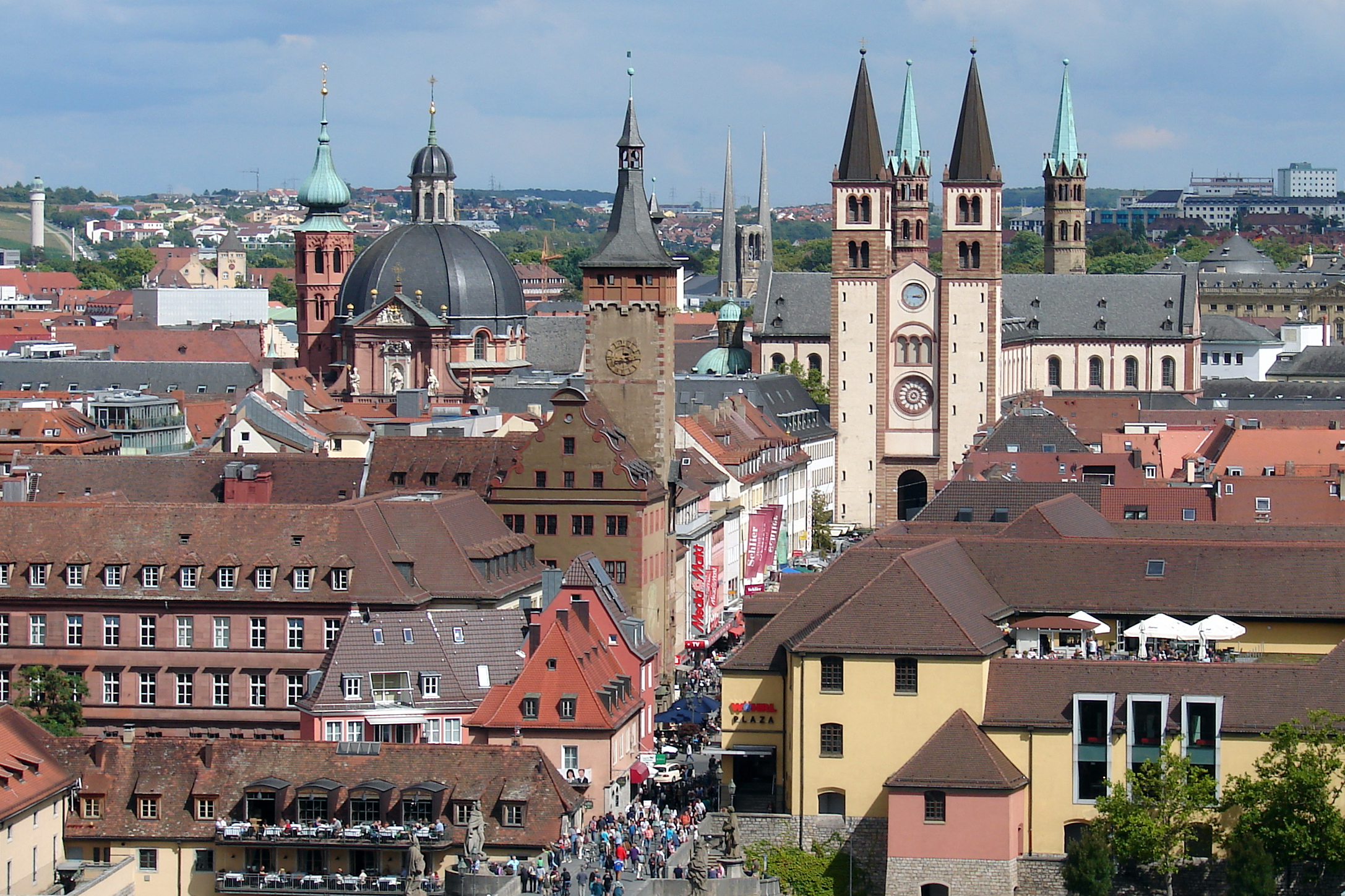
Альтштадт (с ратушей и собором)

- 01 — Альтштадт (нем. Altstadt) — (369 и 18 539)
- 02 — Целлерау (нем. Zellerau) — (326 и 11 804)
- 03 — Дюррбахталь (нем. Dürrbachtal) — (1364 и 6207)
- 04 — Громбюль (нем. Grombühl) — (614 и 8545)
- 05 — Линдлайнсмюле (нем. Lindleinsmühle) — (94 и 4948)
- 06 — Фрауэнланд (нем. Frauenland) — (774 и 17 880)
- 07 — Зандерау (нем. Sanderau) — (162 и 13 670)
- 08 — Хайдингсфельд (нем. Heidingsfeld) — (690 и 10 471)
- 09 — Хойхельхоф (нем. Heuchelhof) — (782 и 9851)
- 10 — Штайнбахталь (нем. Steinbachtal) — (1477 и 4674)
- 11 — Ферсбах (нем. Versbach) —(918 и 6861)
- 12 — Ленгфельд (нем. Lengfeld) — (654 и 10 851)
- 13 — Роттенбауэр (нем. Rottenbauer) — (542 и 4237)
  - Вюрцбург (нем. Würzburg) — (8763 и 128 538)

## Города-побратимы
Согласно данным на сайте администрации города, Вюрцбург заключил соглашения о партнёрстве со следующими городами:
- Брей (англ. Bray, ирл. Bré), Ирландия
- Данди (англ. Dundee, гэльск. Dùn Dèagh), Шотландия, Великобритания
- Зуль (нем. Suhl), Германия
- Кан (фр. Caen), Франция
- Мванза (англ. Mwanza), Танзания
- Оцу (яп. 大津市), Япония
- Рочестер (англ. Rochester), шт. Нью-Йорк, США
- Саламанка (исп. Salamanca), Испания
- Умео (швед. Umeå), Швеция
- Фэрибо (англ. Faribault), Миннесота, США
- Трутнов (чеш. Trutnov, нем. Tratenau), Чехия